# Шведска на Европском првенству у атлетици у дворани 2021.
Шведска је учествовала на 36. Европском првенству у дворани 2021 који се одржао у Торуњу, Пољска, од 4. до 7. марта. Ово је било тридесет шесто Европско првенство у атлетици у дворани од његовог оснивања 1970. године на којем је Шведска учествовала, односно учествовала је на свим првенствима до данас. Репрезентацију Шведске представљала су 29 спортиста (16 мушкараца и 13 жена) који су се такмичили у 17 дисциплина (10 мушких и 7 женских).
На овом првенству Шведска је заузаела 11 место по броју освојених медаља са 4 освојене медаље (1 златна, 2 сребрне и 1 бронзана). У табели успешности према броју и пласману такмичара који су учествовали у финалним такмичењима (првих 8 такмичара) Шведска је са 9 учесника у финалу заузела 8 место са 46 бодова.
| Плас. | Земља   | 1. место | 2. место | 3. место | 4. место | 5. место | 6. место | 7. место | 8. место | Бр. фин.-Бод. |
| ----- | ------- | -------- | -------- | -------- | -------- | -------- | -------- | -------- | -------- | ------------- |
| 9.    | Шведска | 1–8      | 2–14     | 1–6      | 2–10     | 1–4      | 1–3      | –        | 1–1      | 9–46          |

## Учесници
| Мушкарци: - Одаин Роуз — 60 м - Карл Бенгтстрем — 400 м - Андреас Крамер — 800 м - Јоаким Андерсон — 800 м - Феликс Франкојс — 800 м - Лео Магнусон — 1.500 м - Јохан Рогестедт — 1.500 м - Самуел Пилстрем — 1.500 м - Јонатан Фридолфсон — 3.000 м - Јохн Фоисик — 3.000 м - Видар Јохансен — 3.000 м - Макс Хреља — 60 м препоне - Арманд Дуплантис — Скок мотком - Тобиас Монтлер — Скок удаљ - Јеспер Хелстром — Троскок - Виктор Петерсон — Бацање кугле | Жене: - Клаудија Пајтон — 60 м - Ловиса Линд — 800 м - Гаел Де Конинк — 800 м - Мераф Бахта — 3.000 м - Лин Нилсон — 3.000 м - Самравит Менгстеаб — 3.000 м - Јулија Венерстен — 60 м препоне - Маја Нилсон — Скок увис - Михаела Мејер — Скок мотком - Кади Сагнија — Скок удаљ - Фани Рос — Бацање кугле - Фрида Акерстром — Бацање кугле - Сара Лелман — Бацање кугле |  |

## Освајачи медаља (4)

### Злато (1)
- Арманд Дуплантис — Скок мотком

### Сребро (2)
- Тобиас Нилсон Монтлер — Скок удаљ
- Фани Рос — Бацање кугле

### Бронза (1)
- Кади Сагнија — Скок удаљ

## Резултати

### Мушкарци
| Атлетичар             | Дисциплина   | Лични рекорд | Квалификације  | Квалификације | Полуфинале            | Полуфинале            | Финале                | Финале       | Детаљи                                   |
| Атлетичар             | Дисциплина   | Лични рекорд | Резултат       | Место         | Резултат              | Место                 | Резултат              | Место        | Детаљи                                   |
| --------------------- | ------------ | ------------ | -------------- | ------------- | --------------------- | --------------------- | --------------------- | ------------ | ---------------------------------------- |
| Одејн Роуз            | 60 м         | 6,62         | 6,81           | 6. у гр. 4    | Није се квалификовао  | Није се квалификовао  | Није се квалификовао  | 50 / 63 (65) |                                          |
| Карл Бенгтстрем       | 400 м        | 46,35        | 46,56 КВ       | 1. у гр. 4    | 46,67 КВ              | 2. у гр. 3            | 46,42                 | 4 / 48 (49)  |                                          |
| Андреас Крамер        | 800 м        | 1:45,09 НР   | 1:47,55 КВ     | 1. у гр. 5    | 1:46,87               | 3. у гр. 2            | Није се квалификовао  | 3 / 38 (39)  |                                          |
| Јоаким Андерсон       | 800 м        | 1:48,03      | 1:49,48        | 5. у гр. 6    | Нису се квалификовали | Нису се квалификовали | Нису се квалификовали | 11 / 38 (39) |                                          |
| Феликс Франкојс       | 800 м        | 1:48,63      | 1:51,04        | 6. у гр. 4    | Нису се квалификовали | Нису се квалификовали | Нису се квалификовали | 33 / 38 (39) |                                          |
| Лео Магнусон          | 1.500 м      | 3:44,15      | 3:44,37        | 9. у гр. 1    |                       |                       | Нису се квалификовали | 35 / 50 (51) | Архивирано на веб-сајту (30. април 2021) |
| Јохан Рогестедт       | 1.500 м      | 3:40,03      | 3:47,58        | 11. у гр. 2   | 43 / 50 (51)          |                       | Нису се квалификовали |              | Архивирано на веб-сајту (30. април 2021) |
| Самуел Пилстрем       | 1.500 м      | 3:44,15      | 3:47,66        | 12. у гр. 3   | 44 / 50 (51)          |                       | Нису се квалификовали |              | Архивирано на веб-сајту (30. април 2021) |
| Јонатан Фридолфсон    | 3.000 м      | 7:59,30      | 8:03,87        | 26. у гр. 3   | 26 / 31 (34)          |                       | Нису се квалификовали |              |                                          |
| Јохн Фоисик           | 3.000 м      | 7:55,56      | 8:08,63        | 11. у гр. 2   | 29 / 31 (34)          |                       | Нису се квалификовали |              |                                          |
| Видар Јохансен        | 3.000 м      | 7:56,40      | 8:20,21        | 9. у гр. 1    | 30 / 31 (34)          |                       | Нису се квалификовали |              |                                          |
| Макс Хреља            | 60 м препоне | 7,73         | 7,81 (.801) КВ | 3. у гр. 5    | 7,83                  | 7. у гр. 3            | Нису се квалификовали | 18 / 35      | Архивирано на веб-сајту (30. април 2021) |
| Арманд Дуплантис      | Скок мотком  | 6,18 СР      | 5,60 кв        | 4.            |                       |                       | 6,05 РЕП              |              |                                          |
| Тобиас Нилсон Монтлер | Скок удаљ    | 8,22         | 8,18 КВ, ЛРС   | 1.            | 8,31 НР, ЛРС          |                       |                       |              |                                          |
| Јеспер Хелстром       | Троскок      | 16,69        | 16,28 кв       | 8.            | 16,45                 | 6 / 15                |                       |              |                                          |
| Виктор Петерсон       | Бацање кугле | 21,15        | 20,60 кв       | 4.            | 20.75                 | 5 / 13                |                       |              |                                          |

### Жене
| Атлетичарка        | Дисциплина   | Лични рекорд | Квалификације   | Квалификације | Полуфинале            | Полуфинале            | Финале                                   | Финале       | Детаљи                                   |
| Атлетичарка        | Дисциплина   | Лични рекорд | Резултат        | Место         | Резултат              | Место                 | Резултат                                 | Место        | Детаљи                                   |
| ------------------ | ------------ | ------------ | --------------- | ------------- | --------------------- | --------------------- | ---------------------------------------- | ------------ | ---------------------------------------- |
| Клаудија Пајтон    | 60 м         | 7,30         | 7,28 КВ, ЛР     | 2. у гр. 5    | 7,26 (.258) кв, ЛР    | 3. у гр. 3            | 7,32                                     | 8 / 37 (40)  |                                          |
| Ловиса Линд        | 800 м        | 2:01,37      | 2:05,78 КВ      | 2. у гр. 1    | 2:04,12               | 4. у гр. 2            | Није се квалификовала                    | 11 / 34 (35) |                                          |
| Гаел Де Конинк     | 800 м        | 2:04,14      | 2:08,05         | 7. у гр. 6    | Није се квалификовала | Није се квалификовала | Није се квалификовала                    | 31 / 42 (43) |                                          |
| Мераф Бахта        | 3.000 м      | 8:42,46 НР   | 8:56,85 КВ, ЛРС | 3. у гр. 1    |                       |                       | 8:48,78 ЛРС                              | 4 / 22 (25)  |                                          |
| Лин Нилсон         | 3.000 м      | 8:58,31      | 9:06,55 ЛРС     | 8. у гр. 2    | Нису се квалификовале | 17 / 22 (25)          |                                          |              |                                          |
| Самравит Менгстеаб | 3.000 м      | 9:06,66      | 9:15,10         | 12. у гр. 1   | Нису се квалификовале | 21 / 22 (25)          |                                          |              |                                          |
| Јулија Венерстен   | 60 м препоне | 8,25         | 8,27 (.264)     | 6. у гр. 6    | Није се квалификовала | Није се квалификовала | Није се квалификовала                    | 32 / 40 (44) | Архивирано на веб-сајту (30. април 2021) |
| Маја Нилсон        | Скок увис    | 1,93         | 1,87            | 9.            |                       |                       | Нису се квалификовале                    | 9 / 17       |                                          |
| Михаела Мејер      | Скок мотком  | 4,75         |                 |               |                       |                       | 4,35                                     | =9 / 10      |                                          |
| Кади Сагнија       | Скок удаљ    | 6,92         | 6,78 КВ         | 1.            |                       |                       | 6,75                                     |              |                                          |
| Фани Рос           | Бацање кугле | 18,61 НР     | 18,45 КВ        | 6.            | 19,29 НР, ЛР          |                       |                                          |              |                                          |
| Фрида Акерстром    | Бацање кугле | 17,27        | 16,86           | 15.           | Нису се квалификовале | 15 / 17               | Архивирано на веб-сајту (30. април 2021) |              |                                          |
| Сара Лелман        | Бацање кугле | 17,41        | 16,08           | 17.           | Нису се квалификовале | 17 / 17               | Архивирано на веб-сајту (30. април 2021) |              |                                          |